# Bibern, Solothurn
Bibern är en ort i kantonen Solothurn i Schweiz.
Bibern var tidigare en egen kommun, men den 1 januari 2014 slogs nio kommuner ihop till kommunen Buchegg.